# Пятнистобокая саламандра
Пятнистобокая саламандра (лат. Plethodon wehrlei) — вид хвостатых амфибий рода Лесные саламандры (Plethodon) семейства Безлёгочные саламандры (Plethodontidae). Видовое латинское название дано в честь Richard White Wehrle.
Вид является эндемиком США. Распространён на Аппалачском плато на востоке страны от штата Нью-Йорк до Теннесси и Северной Каролины, где встречается в умеренных лесах.
Длина тела 10—17 см. Окраска синевато-чёрного цвета с белыми или жёлтыми пятнами по всему телу.